# Bahimiron
Bahimiron byla americká blackmetalová kapela z města Houston v Texasu, kterou založil v roce 2001 zpěvák a kytarista David "Grimlord" Herrera, který předtím působil v deathmetalové kapele Imprecation.
Debutové studiové album s názvem Pure Negativism: In Allegiance with Self Wreckage vyšlo v roce 2006 pod hlavičkou vydavatelství Aura Mystique Productions.

## Diskografie
Dema
- Funeral Black (2002)
- Terror Division Bloodstrike (2003)
- Xrist Gutzlice (2004)

Studiová alba
- Pure Negativism: In Allegiance with Self Wreckage (2006)
- Southern Nihilizm (2008)
- Rebel Hymns of Left Handed Terror (2011)

EP
- Hunting Down the Weak (2004)

Split nahrávky
- As the Sun Burns (2004)
- Pact in Dizease & Profanation (2006) – split CD s americkou kapelou Teratism
- Sargeist / Bahimiron (2006) – split 7" vinyl s finskou kapelou Sargeist
- Last of the Confederates (2009) – split CD s americkou kapelou Unchrist